# Tracy (Missouri)
Pour les articles homonymes, voir Tracy.
Tracy est une ville du comté de Platte, dans le Missouri, aux États-Unis,. Située au centre du comté, elle est fondée en 1872, baptisée en référence à J. W. Tracey, un officiel du chemin de fer, et incorporée en 1883.

## Démographie
Lors du recensement de 2010, la ville comptait une population de 208 habitants. Elle est estimée, en 2016, à 223 habitants.

### Source de la traduction
- (en) Cet article est partiellement ou en totalité issu de l’article de Wikipédia en anglais intitulé « Tracy, Missouri » (voir la liste des auteurs).